# 2336 Xinjiang
2336 Xinjiang è un asteroide della fascia principale. Scoperto nel 1975, presenta un'orbita caratterizzata da un semiasse maggiore pari a 3,1859593 au e da un'eccentricità di 0,1620462, inclinata di 2,78691° rispetto all'eclittica.
L'asteroide è dedicato all'omonima regione autonoma della Cina.